# Tomasz Gębala
Tomasz Gębala (* 23. November 1995 in Gdynia) ist ein polnischer Handballspieler. Zuletzt spielte er beim KS Kielce im linken Rückraum.

## Karriere

### Verein
Der 2,12 Meter große und 122 Kilogramm schwere Nationalspieler begann das Handballspielen bei Arka Gdynia in seinem Geburtsort. Von 2011 bis 2013 spielte er für SMS Gdańsk. Anschließend kam er in Deutschland beim SC Magdeburg unter Vertrag. Dort wurde er hauptsächlich bei den Youngsters eingesetzt. Sein Debüt in der Bundesliga gab er in der Saison 2014/15 und kam auf 13 Einsätze und zu 8 Toren (alle Tore am 24. Mai 2015 gegen die Füchse Berlin). Zur Saison 2016/17 unterschrieb Gębala bei dem Vizemeister der PGNiG Superliga Mężczyzn (höchste Spielklasse im polnischen Männerhandball) Wisła Płock. Dort konnte er in allen drei Spielzeiten den 2. Platz verteidigen. Ab 2019 spielte er bei seinem jetzigen Verein KS Kielce, mit dem er 2020–2023 die polnische Meisterschaft sowie 2021 und 2025 den polnischen Pokal gewann. Sein Debüt in der EHF Champions League gab Tomasz Gębala am 25. September 2016 gegen den spanischen Rekordmeister FC Barcelona. Im Finale der EHF Champions League 2021/22 unterlag er mit Kielce dem FC Barcelona erst nach Siebenmeterwerfen 35:37. Ein Jahr später verlor er mit Kielce das Endspiel gegen den SC Magdeburg mit 29:30 nach Verlängerung. Nach der Saison 2025/26 verließ er den Verein.

### Nationalmannschaft
Ab 2013 gehörte Tomasz zum Kader der polnischen Jugendnationalmannschaft. Am 15. Juni 2016 gab er unter Trainer Talant Dujshebaev sein Debüt für die polnische Männer-Handballnationalmannschaft gegen die Niederlande. In diesem Spiel erzielte er auch sein erstes Tor, welches die knappe Niederlage (24:25) jedoch nicht verhinderte.

## Privates
Seine Brüder Maciej und Stanislaw spielen ebenfalls professionell Handball.